# Opius niobe
Opius niobe är en stekelart som beskrevs av Fischer 1970. Opius niobe ingår i släktet Opius och familjen bracksteklar. Inga underarter finns listade i Catalogue of Life.